# لحظة وداع (مسلسل)
لحظة وداع (بالتركية: Elveda Derken) هو مسلسل درامي اجتماعي تركي مدبلج إلى اللغة العربية باللهجة السورية يعرض على قناة إم بي سي 4 منذ يوم السبت 11 تشرين الأول 2008.

## نبذة
- تدور قصة المسلسل التركي حول شخصية الطبيبة ليلى وهي أم لابنتين، وتعيش في سعادة وفرح مع زوجها الذي يعمل كاتبًا. تكتشف بعد شعورها بأعراض «التعب والدوخة» أنها مصابة بورم خبيث في الدماغ، وأنه لم يبق لديها إلا القليل لتعيشه مع أسرتها. تقرر «ليلى» بعد معرفتها بحقيقة مرضها أن لا تعرض ابنتيها لما تعرضت له في طفولتها عند وفاة أمها والتي لم يبق في مخيلتها عنها ألا شبح المرض والموت. فقررت أن تستغل ما تبقى لها من حياتها في إعادة ترتيب حياة «زينب» التي تعمل مدرِّسة لابنتيها في الروضة، والتي تعاني من مرض يمنعها من الإنجاب. وتهيئ لها الظروف حتى تتزوج من زوجها «رجاء» وتتنازل لهم عن ابنتيها. ولكن تشاء الظروف أن يقوم زميلها الطبيب «اياد» بإجراء عملية صعبة لها وتعيش لتواجه حقيقة ابتعاد ابنتيها عنها، وابتعاد زوجها وتزوجة من زينب.
- يتوزع المسلسل التركي الجديد على 94 ساعة بث تلفزيوني من خلال أحداث حلقاته المشوقة، ويشارك في بطولته نخبة من نجوم الدراما التركية.[1]

## وصلات خارجية
- لحظة وداع على موقع IMDb (الإنجليزية)
- لحظة وداع على موقع كينوبويسك (الروسية)
- لحظة وداع على موقع قاعدة بيانات الفيلم (الإنجليزية)

- معلومات عن المسلسل (باللغة التركية)
- معلومات عن المسلسل (باللغة التركية)
- معلومات عن المسلسل (باللغة التركية)